# Isaac Mbenza
Isaac Mbenza (Saint-Denis, 8 marzo 1996) è un calciatore belga, attaccante o ala dello Charleroi.